# Odixia
Odixia es un género de plantas con flores perteneciente a la familia de las asteráceas. Comprende 2 especies descritas y  aceptadas. Es originario de Australia.

## Taxonomía
El género fue descrito por  Anthony Edward Orchard  y publicado en Brunonia 4(2): 193. 1982[1981]. La especie tipo es: Odixia angusta Orchard	

## Especies
A continuación se brinda un listado de las especies del género Odixia aceptadas hasta agosto de 2012, ordenadas alfabéticamente. Para cada una se indica el nombre binomial seguido del autor, abreviado según las convenciones y usos.
- Odixia achlaena (D.I.Morris) Orchard
- Odixia angusta Orchard